# Épigé
Pour les articles ayant des titres homophones, voir Épigée et Épigées.

Germination épigée et hypogée : la principale partie observable de la plantule au-dessus du sol est la tigelle.

En écologie, zoologie et botanique, pour mieux les décrire, les milieux de vie sont parfois catégorisés en strates horizontales ; les espèces épigées y sont celles qui vivent sous la strate herbacée, en surface du sol ou d'un substrat naturel (sable, sédiments émergés, etc.).
Ce qualificatif est aussi utilisé pour des espèces aquatiques (amphipodes épigés par exemple).

## Étymologie
Le mot a pour origine le grec epigaios (« ἐπίγαιος »), qui signifie  « qui est sur terre » ;  epi = sur, et gê = terre).

## Définitions
En botanique, on parle par exemple de germinations épigées pour les arbres (hêtre, érable, résineux divers, etc.) dont les graines germent en étant simplement posées sur le sol.

Celles des arbres dont les graines doivent être enfouies (chêne, châtaignier) sont dites hypogées. Le gui qui germe sur des écorces d'arbres, dans la strate arborée sera dit « exogé »
Les invertébrés vivant sur le sol (ex : collemboles) sont épigés, et ceux qui vivent dans le sol sont dits « endogés» (ex ; la plupart des fourmis ou termites), ou « épi-endogés» pour ceux qui exploitent la couche la plus superficielle de ce sol.
Ceux qui passent leur vie dans l'air plutôt qu'au sol sont dits exogés aériens (ex : Papillons, Sauterelles, Libellules).
Chez les vertébrés passant toute leur vie (ex rat-taupe) ou une grande partie de leur vie (ex : blaireau) sous le niveau du sol, on parle plutôt d'animaux fouisseurs (correspondant aux épi-endogés).
Remarque : Chez les espèces cavernicoles, on parle de troglobie pour celles qui se sont adaptées à la vie souterraine et de trogloxénie pour les espèces qui effectuent des passages temporaires dans les milieux souterrains.

## Vers de terre épigés
Les vers de terre épigés (1 % de la masse des lombrics) sont des animaux de petite taille (en général 10 à 30 mm de long et 1 à 2,5 mm de diamètre) vivant en moyenne 1 à 2 ans. Ils se situent en surface, dans des milieux riches en matière organique qui constitue leur principale nourriture (60 % de débris végétaux et 40 % de minéral) : dans ou sur la nécromasse (espèces détritiphages et coprophages), dans des anfractuosités (espèces pholéophiles dans des galeries d'autres vers de terre, dans les terriers d'animaux ou les fissures du sol), dans des litières et sous des écorces et supports divers, dans la litière (espèces straminicoles), sous les écorces de tronc en décomposition (espèces corticoles). Une sous-catégorie écologique notable est représentée par les épigés anguiloïdes qui se glissent en serpentant à la surface du sol, dans les aspérités des troncs et branches d'arbres, et dans les pores des lacis raciniens. Animaux rigides, ils peuvent quand ils sont agressés, s'arc-bouter sur le sol pour effectuer des sauts successifs par détente de tout leur corps. Certains peuvent monter dans les arbres pour échapper aux inondations.

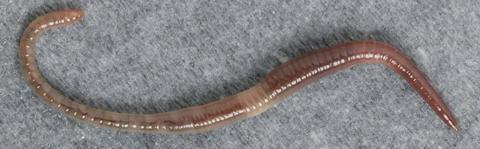
Dendrobaena octaedra est un ver de terre des forêts. C'est une espèce épigée, straminicole et acidiphile qui vit à la surface, parmi les feuilles mortes de la litière)[5].
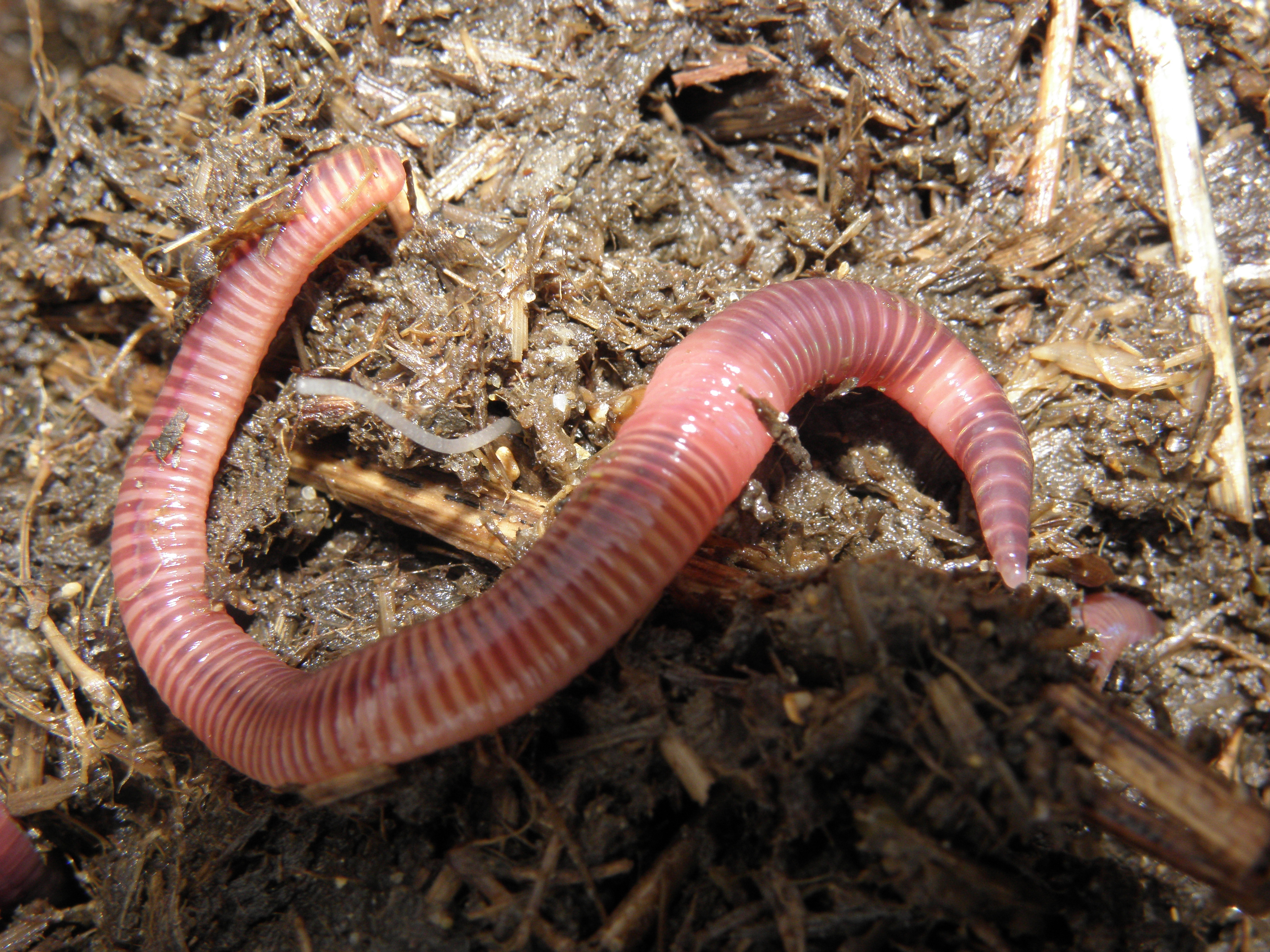
Le ver rouge est une espèce épigée corticole (son habitat naturel étant sous les écorces) mais aussi thermophile dans la mesure où elle s'installe dans les tas de fumier.
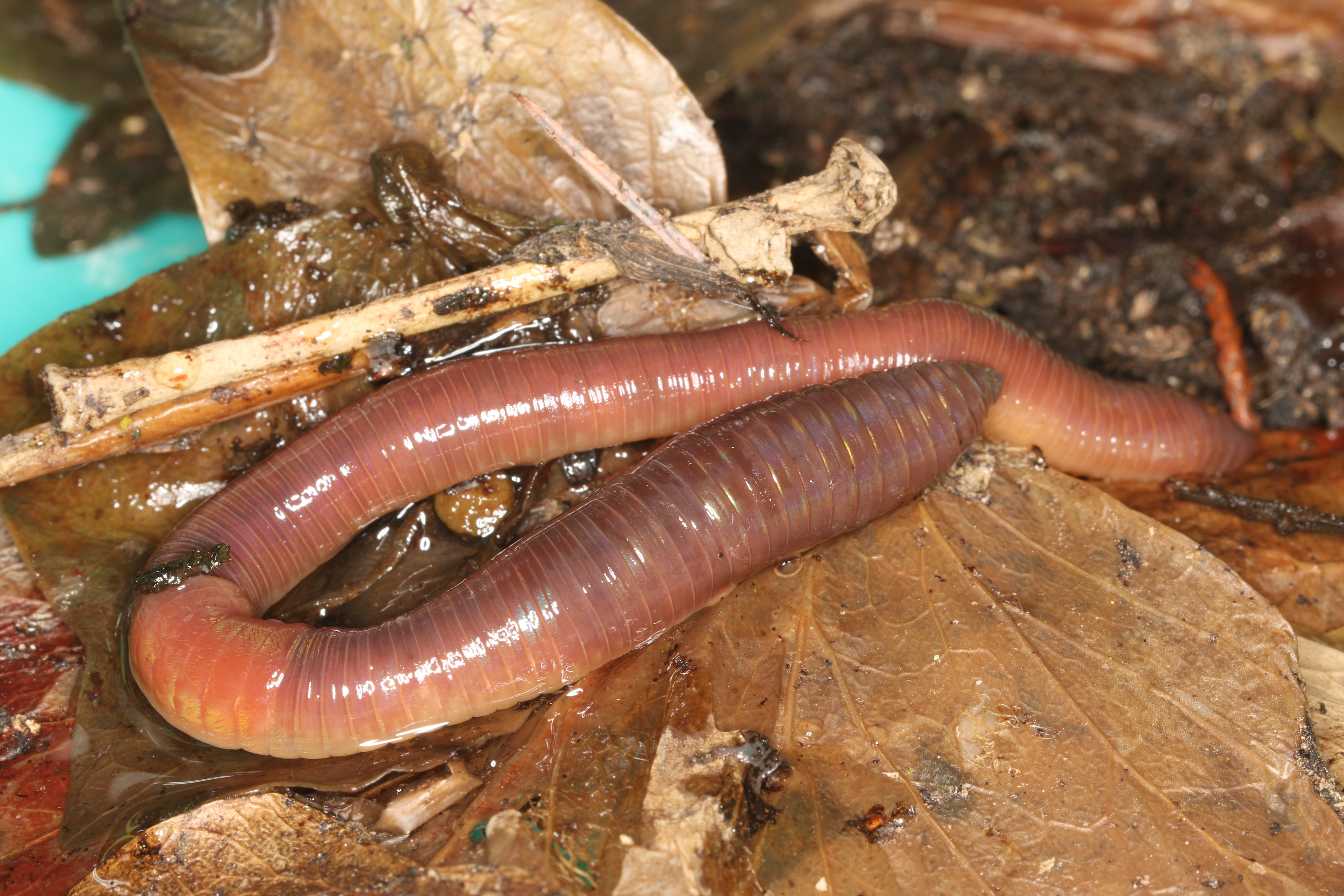
Le lombric commun un épi-anécique : au stade juvénile, il est épigé, avant de devenir anécique au stade adulte.